# علی عالی پور (وزنه بردار)
علی عالی پور (زادهٔ ‍۵ آذر ۱۳۸۲ در شوط) عضو تیم ملی وزنه‌برداری ایران است.

## افتخارات

### قهرمانی نوجوانان آسیا
در مسابقات وزنه‌برداری قهرمانی نوجوانان و جوانان آسیا در وزن 73 کیلوگرم نوجوانان، علی عالی پور در مجموع با مهار وزنه 287 کیلوگرمی در جایگاه هشتم قرار گرفت و از کسب مدال بازماند.

### مسابقات آسیایی ازبکستان
علی عالی‌پور ملی‌پوش دسته 89 کیلوگرم موفق شد مدال طلای مسابقات قهرمانی آسیا را بر گردن بیاویزد. عالی‌پور همچنین در‌ حرکت یکضرب و دوضرب نیز به مهار وزنه‌های 163 و 200 کیلوگرم به مدال نقره این رقابت‌ها دست یافت.

### المپياد استعدادهاي برتر كشور
در دسته 55 كيلوگرم  عالی پور از آذربايجان غربی در مجموع با مهار 183 كيلوگرم مدال طلا را از آن خود كرد.